# Tero Pitkämäki
Tero Kristian Pitkämäki (født 19. december 1982 i Ilmajoki, Finland) er en finsk atletikudøver (spydkaster), der vandt guld i spydkast ved VM i Osaka i 2007. Han vandt desuden sølv i samme disciplin ved EM i Göteborg i 2006.
Pitkämäkis præstationer skaffede ham i 2007 prisen som Årets atletikudøver i Europa.